# فارمینگتن (مین)
فارمینگتن(به انگلیسی: Farmington) شهری در ایالت مین کشور ایالات متحده آمریکا است که جمعیت آن در سرشماری سال ۲۰۱۰ میلادی، ۴٬۲۸۸ نفر بوده‌است.

## نگارخانه

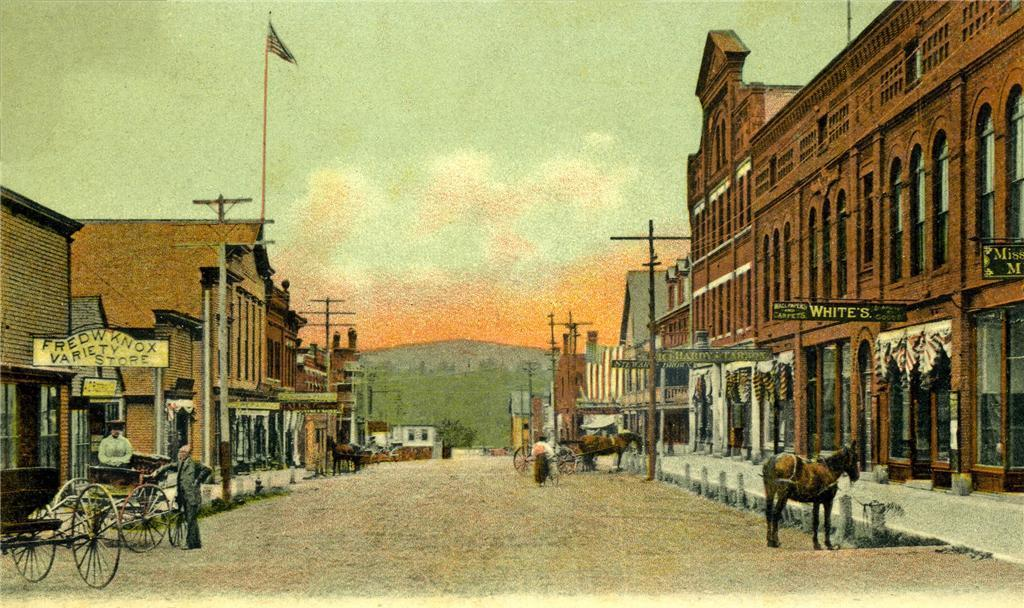
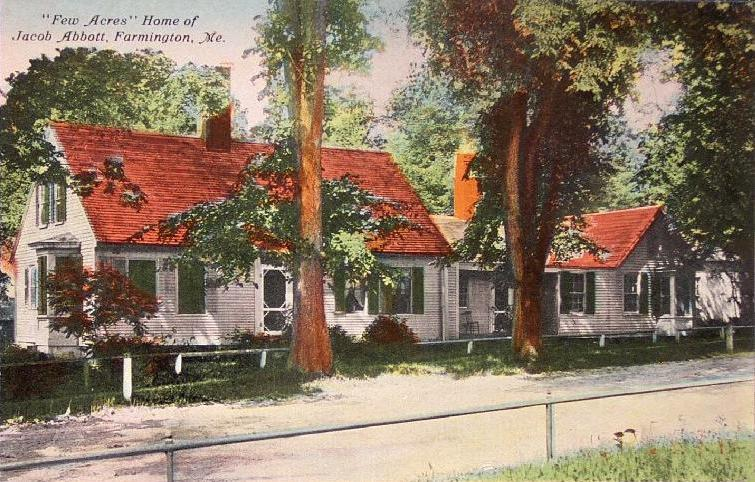
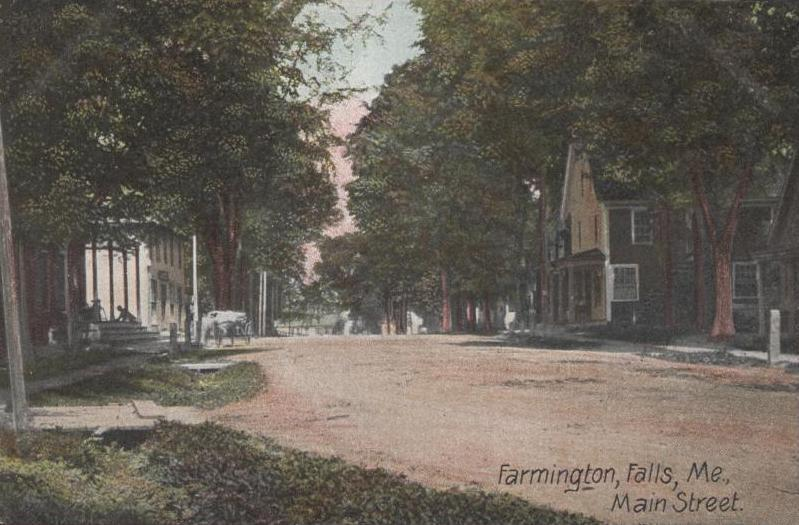